# (927) Ratisbona
(927) Ratisbona – planetoida z zewnętrznej części pasa głównego asteroid, okrążająca Słońce w ciągu 5 lat i 297 dni w średniej odległości 3,23 au. Została odkryta 16 lutego 1920 roku w Landessternwarte Heidelberg-Königstuhl w Heidelbergu przez Maxa Wolfa. Nazwa pochodzi od łacińskiej nazwy niemieckiego miasta Ratyzbona. Przed nadaniem nazwy planetoida nosiła oznaczenie tymczasowe (927) 1920 GO.